# Milpillas, Querétaro Arteaga
Milpillas är en ort i Mexiko.   Den ligger i kommunen Peñamiller och delstaten Querétaro Arteaga, i den centrala delen av landet, 200 km norr om huvudstaden Mexico City. Milpillas ligger 1 550 meter över havet och antalet invånare är 110.
Terrängen runt Milpillas är kuperad åt sydväst, men åt nordost är den bergig. Runt Milpillas är det ganska glesbefolkat, med 26 invånare per kvadratkilometer. Närmaste större samhälle är Pinal de Amoles, 14,8 km öster om Milpillas. Trakten runt Milpillas består i huvudsak av gräsmarker.